# ريكاردو فيجاس
ريكاردو فيجاس هو لاعب كرة قدم برتغالي في مركز الهجوم، ولد في 1 مايو 1992 في لشبونة في البرتغال. لعب مع S.C.U. Torreense ‏.

## وصلات خارجية
- ريكاردو فيجاس على موقع قاعدة بيانات كرة القدم.إي يو (الإنجليزية)